# Marcellus Gilmore Edson
Marcellus Gilmore Edson (Bedford, 7 februari 1849 – Montréal, 6 maart 1940) was een Canadese apotheker.

## Biografie
Marcellus is bekend geworden door het uitvinden van het broodbeleg pindakaas, dat toen nog 'pindapasta' heette. Deze is in de stad Montréal uitgevonden. De pindakaas van toen was bedoeld om voor mensen die niet konden kauwen, toch voedingsmiddelen naar binnen konden halen, wat in die tijd zeker handig kon zijn.
In 1884 kreeg Edson het Amerikaanse octrooi nr. 6942069 voor de uitvinding. Zijn gekoelde product had volgens de octrooiaanvraag "een consistentie zoals die van boter, reuzel of zalf". Hij omvatte het mengen van suiker in de pasta om de consistentie te verharden. Het octrooi beschrijft een proces van het malen van geroosterde pinda's totdat de pinda's "een vloeibare of halfvloeibare toestand" bereikten.